# We Came as Romans
I We Came as Romans sono un gruppo musicale metalcore originario di Troy, Michigan.
Si sono formati nel 2005 e nel 2009 hanno firmato con l'etichetta discografica Equal Vision Records. Attualmente sono sotto contratto con Sharptone Records.
Il 25 agosto 2018 è stata annunciata la morte del tastierista e cantante Kyle Pavone all'età di 28 anni.

## Formazione

### Formazione attuale
- David Stephens – voce (2005-2006, 2008-presente)
- Joshua Moore – chitarra solista (2005-presente)
- Brian "Lou" Cotton – chitarra ritmica (2006-presente)
- Andrew Glass – basso (2006-presente)
- David Puckett – batteria, percussioni (2017-presente)

### Ex componenti
- Chris Moore – voce melodica, tastiera, pianoforte (2007-2008)
- Mark Myatt – voce death (2005-2007)
- Larry Clark – voce death (2007-2008)
- Jonny Nabors – basso (2005)
- Sean E. Daly – basso (2005-2006)
- Sean N. Zelda – batteria, percussioni (2005-2006)
- Eric Choi – batteria, percussioni (2006-2016[5])
- Kyle Pavone – voce, tastiera, sintetizzatore (2008-2018)

### Turnisti
- Joseph Arrington – batteria, percussioni (2016)

## Discografia

### Album in studio
- 2009 – To Plant a Seed
- 2012 – Understanding What We've Grown to Be
- 2013 – Tracing Back Roots
- 2015 – We Came as Romans
- 2017 – Cold Like War
- 2022 – Darkbloom

### EP
- 2008 – Demonstration
- 2008 – Dreams

### Singoli
- 2009 – To Plant a Seed
- 2009 – Roads That Don't End and Views That Never Cease
- 2010 – To Move On Is to Grow
- 2011 – Mis//Understanding
- 2011 – Understanding What We've Grown to Be
- 2011 – Just Keep Breathing
- 2011 – What I Wished I Never Had
- 2011 – A War Inside
- 2012 – Let These Words Last Forever
- 2013 – Fair–weather
- 2013 – Hope
- 2013 – Tracing Back Roots
- 2013 – Fade Away
- 2013 – Never Let Me Go
- 2014 – Ghosts
- 2014 – I Knew You Were Trouble (cover di Taylor Swift)
- 2015 – The World I Used to Know
- 2015 – Regenerate
- 2015 – Tear It Down
- 2016 – Wasted Age
- 2017 – Cold Like War
- 2017 – Lost in the Moment
- 2017 – Foreign Fire
- 2019 – Carry the Weight
- 2019 – From the First Note
- 2021 – Darkbloom
- 2021 – Black Hole (feat. Caleb Shomo)
- 2022 – Daggers (feat. Zero 9:36)
- 2022 – Plagued